# Illa Low
L'illa Low (en castellà isla Baja) és un illa deshabitada de 14 km de llargada per 8 d'amplada, i una superfície de 181 km², que es troba 23 km al sud-est de l'illa Smith, a les illes Shetland del Sud. Rep el nom per la seva baixa elevació.

## Història
A partir de 1820 l'illa va aparèixer en diversos mapes de caçadors de foques. El primer desembarcament registrat a l'illa es va fer el 2 de febrer de 1821. Segons el Regne Unit, l'arxipèlag li pertany des de 1908 i, des de 1962, forma part del Territori Antàrtic Britànic. Des de 1940 i 1943 respectivament ha estat reivindicat per Xile i l'Argentina. Des de 1959 la zona està protegida pel Tractat Antàrtic.

## Fauna
Una important colònia de més de 100.000 parelles de pingüins carablancs es reprodueix a l'illa.